# Заводской (Всеволожский район)
Заводско́й — посёлок в Куйвозовском сельском поселении Всеволожского района Ленинградской области.

## Название
Название — от расположенного здесь завода ЖБИ.

## История
Рядом с посёлком Гарболово находился посёлок Заводской. Его история началась совсем недавно, в послевоенные годы.
После Великой Отечественной войны советское правительство продолжало усиливать свои северо-западные границы: на Карельском перешейке возникали новые военные городки и воинские строительные части. Некоторые из них имели строительные предприятия и свою строительную базу — асфальтовый или бетонный завод.
Так на южной границе Никитолова, в пойме Авлоги, был построен завод железобетонных изделий, действующий и в наши дни. Местное население получило работу, а послевоенная Куйвозовская волость столь необходимую для неё продукцию: бетонные трубы, лотки, кольца, плиты перекрытий и бетон для дорог (все дороги в округе сделаны из бетона этого завода).
Вскоре после посещения завода полковником О. В. Пеньковским в 1961 году, впоследствии завербованным британской разведкой, завод был передан в гражданское ведомство. Он стал называться ЗЖБИ-4 (завод железобетонных изделий). Вокруг завода образовался посёлок, в котором поначалу жили те, кто здесь работал. В 1969 году он получил название — поселок ЗЖБИ. Тогда же был построен первый пятиэтажный дом, куда переселилась большая часть жителей деревни Никитолово. Через год появился еще один дом, началось автобусное сообщение с ближайшей станцией Грузино. В 1974 году посёлок назвали Заводской, тогда же был построен третий дом. Позже было выстроено двухэтажное здание детского сада.
В настоящее время строительство в посёлке замерло, но завод действует, предоставляя людям работу и давая надежду на лучшее будущее.

По данным 1973 и 1990 годов посёлок Заводской входил в состав Куйвозовского сельсовета.
В 1997 году в посёлке проживал 731 человек, в 2002 году — 611 человек (русских — 94 %), в 2007 году — 653.

## География
На пятиверстовой карте Ф. Ф. Шуберта 1834 года в окрестности северной границы будущего посёлка находилась деревушка Марколова, в полукилометре к северу от неё — деревни Микитолова и Миткулова, ещё севернее деревня Гарболова (Гарболово). К западу располагались хутора Яколомяки и Лесикомяки (Леушкомяки или Левошко-мякки). К северо-западу от будущего Заводского можно отметить многочисленные мелиорационные каналы и деревушку Аудио (Авдию, Авду или Авдуа). Из Гарболова через Маркелово на юг проходила дорога до реки Авлоги и далее, траекторией напоминающая современную, от которой в месте будущего посёлка ответвлялась дорога в сторону Екатериновки.
На карте земель Санкт-Петербургской губернии 1839—1842 годов показано, что в окрестностях будущего посёлка находились земли и участки леса, принадлежавшие крестьянству.
Современный посёлок расположен в северной части района на автодороге 41К-322 (Гарболово — Заводской) к югу от автодороги А120 (Санкт-Петербургское северное полукольцо, бывшая 41А-189 «Магистральная» (Р21 — Васкелово — А121 — А181)).
Расстояние до административного центра поселения — 6 км.
Посёлок находится на левом берегу реки Авлоги, к востоку от деревни Куйвози и к югу от деревни Никитилово.

## Демография
| 2007 | 2010 | 2017 |
| ---- | ---- | ---- |
| 653  | ↗838 | →838 |

### Национальный состав
Согласно данным Всероссийской переписи населения 2021 года в посёлке проживали 567 человек, из них:
 русские — 505 человек, узбеки — 6, белорусы — 5, грузины — 3, марийцы — 3, украинцы — 3, латыши — 2, немцы — 1, другие национальности — 3 человека, остальные национальность не указали.

## Инфраструктура
В посёлке есть четыре пятиэтажных дома, по одному дому 1969, 1970, 1974 и 1979 года постройки. С вводом в эксплуатацию четвёртого дома в него была переведена Куйвозовская сельская библиотека. Ранее она располагалась в деревне Куйвози, в деревянном доме, расположенном в нескольких сотнях метров к юго-востоку от перекрёстка автодорог Куйвози — Гарболово — Варзолово.

## Транспорт
Посёлок связывает со станцией Грузино муниципальный автобусный маршрут № 614, протяжённостью 10,1 км, со станциями Осельки, Токсово, Девяткино автобусный маршрут № 619.